# Washington County (Oregon)
Washington County ist ein County im Nordwesten des US-Bundesstaats Oregon. Das U.S. Census Bureau hat bei der Volkszählung 2020 eine Einwohnerzahl von 600.373 ermittelt. Der Sitz der Countyverwaltung (County Seat) befindet sich in Hillsboro. Benannt wurde es nach dem Präsidenten George Washington. 

## Geographie
Das County hat eine Fläche von 1881 Quadratkilometern; davon sind 7 Quadratkilometer (0,36 Prozent) Wasserfläche, zu der auch die Ki-a-Kuts Falls gehören.

## Geschichte
Das County wurde am 5. Juli 1843 gegründet.
45 Bauwerke und Stätten des Countys sind im National Register of Historic Places (NRHP) eingetragen (Stand 18. Juli 2018).

## Demografische Daten
Nach der Volkszählung im Jahr 2000 lebten im County 445.342 Menschen. Es gab 169.162 Haushalte und 114.015 Familien. Die Bevölkerungsdichte betrug 238 Einwohner pro Quadratkilometer. Ethnisch betrachtet setzte sich die Bevölkerung zusammen aus 82,19 % Weißen, 1,15 % Afroamerikanern, 0,65 % amerikanischen Ureinwohnern, 6,68 % Asiaten, 0,30 % Bewohnern aus dem pazifischen Inselraum und 5,86 % Prozent aus anderen ethnischen Gruppen; 3,17 % stammten von zwei oder mehr ethnischen Gruppen ab. 11,17 % der Bevölkerung waren spanischer oder lateinamerikanischer Abstammung.
Von den 169.162 Haushalten hatten 35,60 % Kinder und Jugendliche unter 18 Jahre, die bei ihnen lebten. 54,50 % waren verheiratete, zusammenlebende Paare, 9,00 % waren allein erziehende Mütter. 32,60 % waren keine Familien. 24,70 % waren Singlehaushalte und in 6,70 % lebten Menschen im Alter von 65 Jahren oder darüber. Die Durchschnittshaushaltsgröße betrug 2,61 und die durchschnittliche Familiengröße lag bei 3,14 Personen.
Auf das gesamte County bezogen setzte sich die Bevölkerung zusammen aus 26,90 % Einwohnern unter 18 Jahren, 9,30 % zwischen 18 und 24 Jahren, 34,10 % zwischen 25 und 44 Jahren, 20,90 % zwischen 45 und 64 Jahren und 8,80 % waren 65 Jahre alt oder darüber. Das Durchschnittsalter betrug 33 Jahre. Auf 100 weibliche Personen kamen 99,10 männliche Personen, auf 100 Frauen im Alter ab 18 Jahren kamen statistisch 97,00 Männer.

Das jährliche Durchschnittseinkommen eines Haushalts betrug 52.122 USD, das Durchschnittseinkommen der Familien betrug 61.499 USD. Männer hatten ein Durchschnittseinkommen von 43.304 USD, Frauen 31.074 USD. Das Prokopfeinkommen betrug 24.969 USD. 7,40 % der Bevölkerung und 4,90 % der Familien lebten unterhalb der Armutsgrenze. 8,30 % davon waren unter 18 Jahre und 5,30 % waren 65 Jahre oder älter.